# Philes Moora Ongori
Philes Moora Ongori (* 19. Juli 1986 im Kisii Central District, Provinz Nyanza) ist eine kenianische Langstreckenläuferin.

## Leben

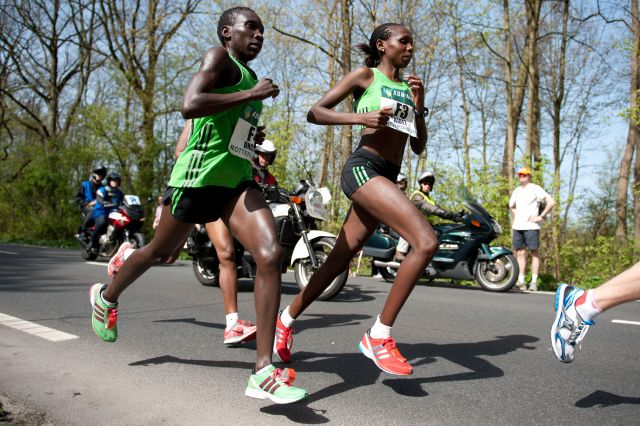
Philes Ongori (links) beim Rotterdam-Marathon 2011

Auf Grund eines Stipendiums lebte und trainierte sie in Japan und sprich auch fließend Japanisch.
2006 gewann sie den Matsue-Halbmarathon und wurde Dritte beim Sapporo-Halbmarathon. 2007 siegte sie bei der japanischen Firmenmeisterschaft im Halbmarathon und wurde beim 10.000-Meter-Lauf der Leichtathletik-Weltmeisterschaften in Osaka Achte. Im Jahr darauf siegte sie beim Kagawa-Marugame-Halbmarathon mit der Weltjahresbestzeit von 1:07:57 h. 2009 wurde sie Dritte beim RAK-Halbmarathon in 1:07:50 h und gewann Silber bei den Halbmarathon-Weltmeisterschaften in Birmingham in 1:07:38 h, und im Jahr darauf wurde sie Zweite beim Zayed International Half Marathon.
2011 wurde sie Zweite beim Paris-Halbmarathon und gewann bei ihrem Debüt über die 42,195-km-Distanz den Rotterdam-Marathon. 2012 triumphierte sie beim Berliner Halbmarathon und beim Yangzhou-Jianzhen-Halbmarathon.
Im Jahr 2014 wurde sie Neunte beim Boston-Marathon mit einer persönlichen Rekordzeit von 2:23:22 h.

## Persönliche Bestzeiten
- 1500 m: 4:11,86 min, 19. Juni 2004, Kumagaya
- 3000 m: 8:47,88 min, 21. Oktober 2007, Yokohama
- 5000 m: 14:50,15 min, 14. Oktober 2007, Kōfu
  - 5000 m (Mixed): 14:44,20 min, 26. Oktober 2008, Yokohama
- 10.000 m: 31:18,85 min, 30. September 2006, Ōita
  - 10.000 m (Mixed): 30:29,21 min, 23. November 2008, Yokohama
- Halbmarathon: 1:07:38 h, 11. Oktober 2009, Birmingham
- Marathon: 2:23:22 h 21. April 2014 Boston